# スター・フィルム

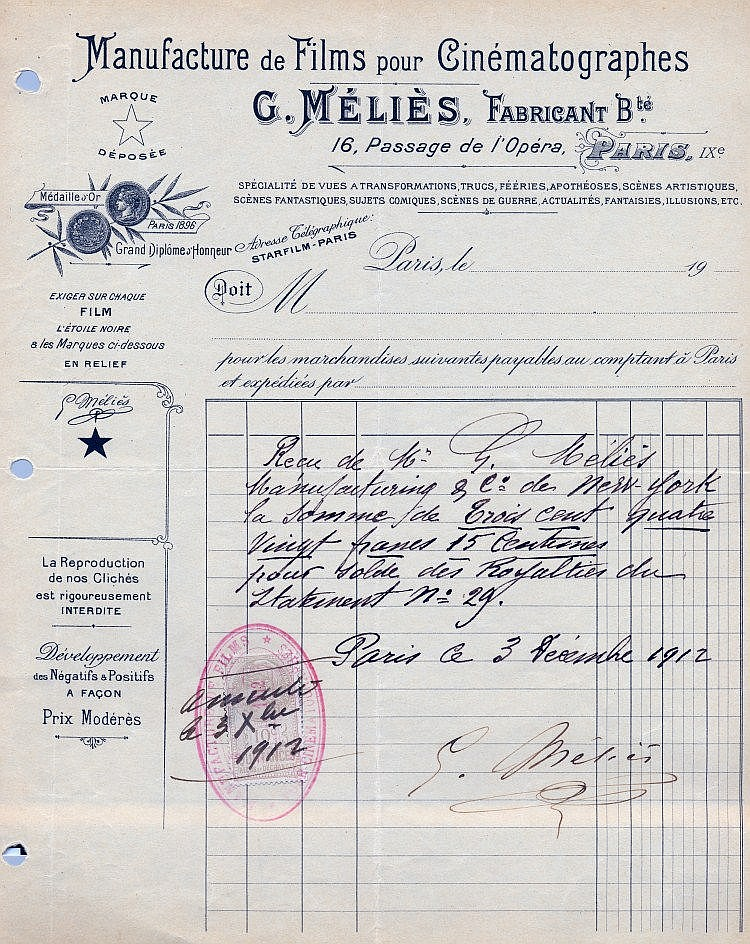
映画会社を代表してメリエスがサインした領収書、1912年。

スター・フィルム (Star Film) と通称される、Manufacture de films pour cinématographes は、奇術師で映画監督であったジョルジュ・メリエスが運営していたフランスの映画製作会社。
メリエスのスタジオは、正式にスター・フィルム社と名乗ったことはなかったが、スタジオは、その活動期間中ほとんどの作品に「スター・フィルム (Star Film)」と英語で記した商標を掲げていた。このため、この表現が会社を指して広く用いられるようになった。

## 沿革

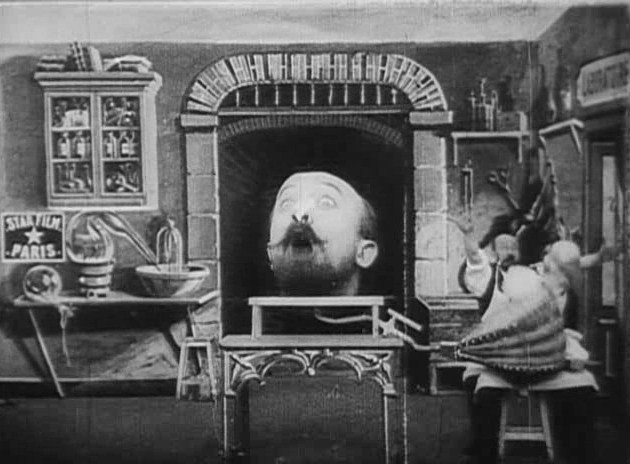
メリエスの作品『ゴム頭の男』のセットに配置された「スター・フィルム」のロゴ（画面左中段）。

1895年12月28日、メリエスは、リュミエール兄弟がおこなった最初のシネマトグラフの有料公開に立ち会った。キャピュシーヌ大通り14番地の一室で開催されたこの催しには百席が用意され、入場料は 1フランで、この映画カメラ兼映写機の実用性を披露するものであった。後年のメリエスの回顧によると、彼は直ちにアントワーヌ・リュミエールに近づいて、リュミエールの映写機を自分でも使いたいので売って欲しいと頼んだが、断られたという。メリエスは、その後も同様の依頼を繰り返したが、全て断られた。そこでメリエスは、イギリスで映画実験を重ねていたロバート・W・ポールに接近し、1896年2月に 1,000フランを支払ってアニマトグラフ (Animatographe) 映写機を手に入れ、一緒に短編映画作品のコレクションも入手したが、その中には、ポールによるもののほか、エジソン・スタジオによるものも含まれていた。メリエスは、これらの作品を、1896年4月から、自身が経営する奇術劇場「ロベール＝ウーダン劇場 (Théâtre Robert-Houdin)」で上映し始めた。

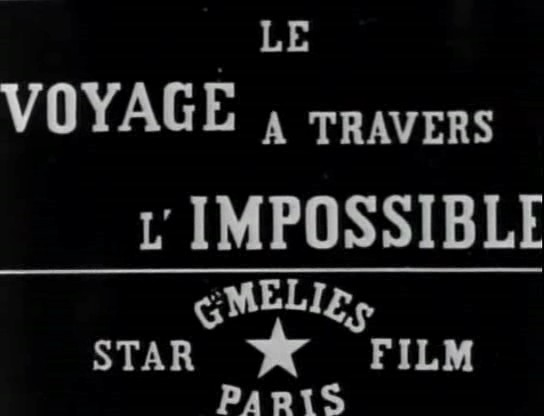
『不可能を通る旅 (Le Voyage à travers l'impossible)』のタイトル・カードに見えるスター・フィルムの商標。

その間、ポールの映写機の原理を研究したメリエスは、それを利用して間に合わせの撮影カメラを設計した。ルシアン・コルステン (Lucien Korsten) という技術者の助けを借り、メリエスは劇場の工房で、奇術に用いていた機械類から部品をリサイクルさせてカメラを作り上げた。1896年9月2日、メリエスとコルステンは、協力者のルシアン・リューロ (Lucien Reulos) とともに、彼らの製品の特許を獲得し、これを「キネトグラフ (Kinétograph) と名付け、12月2日には、「世界に届く」というスローガンを掲げたスター・フィルムの商標がメリエスによって創り出された。

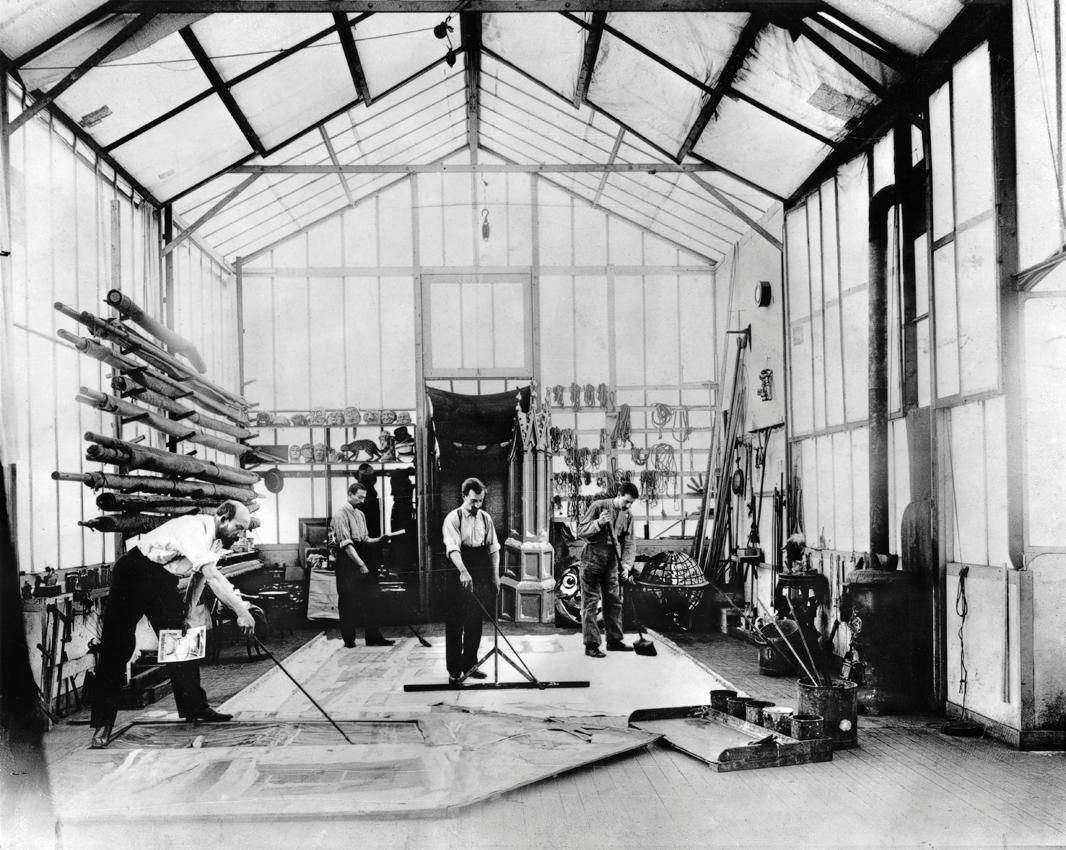
スター・フィルムのスタジオ内部。

スター・フィルムのスタジオは、モントルイユのジョルジュ・メリエスの所有地にあった。このフランスで最初の映画スタジオは、奥行き17メートル、幅66メートルあり、6メートルの高さのガラス屋根が覆い、舞台、ピット、舞台装置などが備えられていた。

## アメリカ支社
スター・フィルムのアメリカ支社は、メリエスの兄ガストン・メリエスが経営し、ニューヨークのほか、テキサス州サンアントニオや、カリフォルニア州サンタポーラで映画を制作していた。アメリカ支社による最も重要な映画は、1911年の映画『The Immortal Alamo』であった.。

### 沿革
ジョルジュ・メリエスはフランスで映画を制作し、それは世界中で人気を呼ぶようになった。一部の映画配給事業者は、メリエス作品の著作権を侵害するようになり、特にアメリカ合衆国ではそれが著しかった。メリエスは、兄ガストンに、合衆国に渡ってメリエス作品の著作権を護ってくれるよう依頼した。
ガストンは、1902年にニューヨークに到着し、弟の映画作品の配給事業を始めた。1903年には、自らも映画制作に乗り出すようになったが、その作品のほとんどはドキュメンタリーであった。こうして制作された映画はいずれも不評であった。同社は、冬でも温暖な気候を求めてテキサス州サンアントニオに移転し、20エーカー（およそ8ヘクタール）土地を借りて、2階建ての母屋と、大きな納屋をもった「スター・フィルム牧場 (Star Film Ranch)」と称する映画スタジオを構えた。スター・フィルム社は、テキサス州外の制作会社がテキサスで映画を制作した最初期の例であった。
同社は、俳優陣ではエディス・ストーリー、フランシス・フォード、ウィリアム・クリフォード、作家ではアン・ニコルズらと契約していた。また、地元の牧場関係者やカウボーイたちを雇って、西部劇に真実味を与えていた。映画作品は、通常は1巻物で、平均的な上映時間は 15分ほどであった。サンアントニオでは、70本の映画が制作されたが、現存するのはわずか3作品しかない。
スター・フィルム社は、1911年4月にカリフォルニア州へ移った。ガストンは、当初サンタバーバラへの移転を計画していたが、結局サンタポーラを移転先に選んでおり、その理由は、サンタポーラの方が風景がより良いといった理由であったとも、地価が安かったからであったとも考えられている。サンタポーラでは、サルファー・マウンテン・スプリングス (Sulphur Mountain Springs) というリゾート地に関係者が部屋を借り、そこを中心にいくつもの撮影地が設定された。財政面では、事態はガストンにとって思わしくない方向に展開していった。人気スターだったエディス・ストーリーやウィリアム・クリフォードは、他社に移っていった。ガストンがカリフォルニア州で制作した映画は、テキサス州で制作した映画ほどの収益を上げなかった。1911年11月、ガストンは、ニューヨークでヴァイタグラフ・スタジオと交渉し、スター・フィルム社の50%を、弟の作品のネガフィルムや配給権とともに売却した。
1912年7月24日、ガストンは妻と、14人のクルーを伴って、異国情緒のある場所で映画を制作すべく太平洋、アジアへの撮影旅行に出た。ドキュメンタリーやドラマなど様々な映画が、タヒチ島、ボラボラ島、ニュージーランド、ラロトンガ島、オーストラリア、ジャワ島、カンボジア、日本などの各地で撮影された。撮影されたフィルムは、現像処理のためにニューヨークに送られたが、その大部分は、ネガフィルムが撮影中や輸送中に不適切な取り扱いを受けるなど厳しい状況の中で、破損していた。公開された作品は、観客には不評で、業界紙にも酷評された。
ガストンは、1913年に撮影旅行をやめて、コルシカ島に定住し、その2年後に亡くなった。ガストンの息子ポール (Paul) は。残されていた会社の持分を1917年にジェネラル・フィルム・カンパニーに売却した。メリエス兄弟の間には、「骨肉の争い (bad blood)」があったとも考えられてきたが、近年の研究ではアメリカ支社の損失にもかかわらず、ジョルジュは受け取るべき支払いを全て受け取っていたことが明らかになっている。